# توکای عینکی
توکای عینکی، توکای چشم‌برهنه، یا توکای چشم‌زرد (نام علمی: Turdus nudigenis)، یک پرنده ساکن در آنتیل کوچک و در آمریکای جنوبی از کلمبیا و ونزوئلا در جنوب و شرق تا شمال برزیل است. در ترینیداد و توباگو، این توکا به عنوان سوگوار چشم‌بزرگ نیز شناخته می‌شود.